# Дрјенов
Дрјенов (слч. Drienov) насељено је мјесто са административним статусом сеоске општине (слч. obec) у округу Прешов, у Прешовском крају, Словачка Република.

## Становништво
| Година:    | 1994. | 2004.    | 2014.   | 2024.   |
| ---------- | ----- | -------- | ------- | ------- |
| Број људи: | 1843  | 2099     | 2160    | 2275    |
| Разлика:   |       | +13,89 % | +2,90 % | +5,32 % |

| Година:    | 2023. | 2024.   |
| ---------- | ----- | ------- |
| Број људи: | 2256  | 2275    |
| Разлика:   |       | +0,84 % |

Према подацима о броју становника из 2024. године насеље је имало 2275 становника.